# Könau
Könau ist ein Ortsteil der Gemeinde Wrestedt im niedersächsischen Landkreis Uelzen. 

## Geografie und Verkehrsanbindung
Der Ort liegt östlich des Kernortes Wrestedt.
Am westlichen Ortsrand fließt die Esterau, ein rechter Nebenfluss der Stederau. Weiter westlich verläuft der Elbe-Seitenkanal. Nordwestlich liegt das 20 ha große Naturschutzgebiet Droher Holz.
Die B 71 verläuft nördlich.

## Söhne und Töchter
- Thomas Ziegler (1956–2004), Pseudonym des Science-Fiction-Schriftstellers und Übersetzers Rainer Friedhelm Zubeil. Weitere Pseudonyme waren Helmut Horowitz, Tommy Z., John Spider und Henry Quinn.